# Damien Moore
Damien Moore (né le 26 avril 1980) est un homme politique britannique du Parti conservateur. Il est député de Southport et ancien conseiller au Conseil municipal de Preston. Il est élu en 2017 en prenant un siège auparavant détenu par le libéral démocrate John Pugh. Il est battu en 2024.

## Jeunesse et éducation
Moore est né à Workington en Cumbrie. Il étudie l'histoire à l'Université du Lancashire central. Après avoir obtenu son diplôme, il occupe divers postes dans le secteur de la vente au détail, obtenant une promotion pour devenir responsable de la vente au détail pour Asda.
Il est élu pour la première fois conseiller du Parti conservateur au conseil municipal de Preston le 3 mai 2010 pour le quartier Greyfriars. Bien que la part des voix des conservateurs ait chuté, il remporte une large majorité. Il est réélu avec une majorité renforcée le 5 mai 2016. Il est chef adjoint du groupe conservateur au Conseil et président de l'Association conservatrice de Preston. Il se présente sans succès en tant que candidat conservateur dans la circonscription de Preston West aux élections du conseil du comté de Lancashire en 2013 et 2017,.

## Carrière politique
Moore se présente sans succès en tant que candidat conservateur à Southport aux élections générales de 2015, s'inclinant face au libéral-démocrate sortant John Pugh. Après que Pugh ait décidé de ne pas se représenter, Moore remporte Southport lors des élections générales de 2017, devenant le premier député conservateur pour le siège depuis 1997 et le premier député ouvertement homosexuel dans l'histoire du siège. Avant l'élection du conseil municipal de Preston en 2018, Moore démissionne de son poste de conseiller municipal pour se concentrer sur son travail parlementaire.
Moore vote pour la rupture des liens avec l'UE depuis qu'il est député,.
Il est réélu aux élections générales de 2019 avec une majorité renforcée.
Moore vit à Preston. Il est ouvertement gay,.